# Death Magic Doom
Death Magic Doom är doom metal-bandet Candlemass tionde studioalbum, utgivet 2009.

## Låtlista
1. "If I Ever Die" - 4:54
2. "Hammer of Doom" - 6:16
3. "The Bleeding Baroness" - 7:19
4. "Demon of the Deep" - 5:21
5. "House of 1,000 Voices" - 7:49
6. "Dead Angel" - 4:05
7. "Clouds of Dementia" - 5:38
8. "My Funeral Dreams" - 6:05
Bonuslåt på "Limited Edition"
9. "Lucifer Rising"